# Савостино (Смоленская область)
Савостино — деревня в Духовщинском районе Смоленской области России. Входит в состав Добринского сельского поселения. Население — 21 житель (2007 год). 
Расположена в северной части области в 45 км к северо-востоку от Духовщины, в 0,5 км западнее автодороги Р136 Смоленск — Нелидово, на берегу реки Аржать. В 46 км восточнее деревни расположена железнодорожная станция Никитинка на линии Дурово — Владимирский Тупик. 

## История
В годы Великой Отечественной войны деревня была оккупирована гитлеровскими войсками в июле 1941 года, освобождена в сентябре 1943 года.